# ヨーロッパ U-21 野球選手権大会
U21ヨーロッパ野球選手権大会（ユーにじゅういちヨーロッパやきゅうせんしゅけんたいかい、英語: European Championship 21U）は、2年に1度（偶数年）開催される、ヨーロッパ地域の21歳以下の各国代表選手によって競われる、野球の国際大会である。
WBSC U-21ワールドカップのWBSC U-23ワールドカップへの移行に伴い、2017年からは「U23ヨーロッパ野球選手権大会」となり奇数年に開催されることとなった。

## 大会記録
| 回 | 開催年・詳細              | 開催国     |            | 優勝         | 準優勝     | 3位 |
| -- | ------------------------- | ---------- | ---------- | ------------ | ---------- | --- |
| 1  | 2006年 詳細               | イタリア   | ロシア     | フランス     | イタリア   |     |
| 2  | 2008年 詳細               | スペイン   | スペイン   | イタリア     | ドイツ     |     |
| 3  | 2010年 詳細               | チェコ     | チェコ     | ロシア       | フランス   |     |
| 4  | 2012年 詳細（外部リンク） | チェコ     | フランス   | ウクライナ   | チェコ     |     |
| 5  | 2014年 詳細（外部リンク） | チェコ     | チェコ     | オーストリア | ロシア     |     |
| 6  | 2016年 詳細（外部リンク） | イスラエル | ウクライナ | ロシア       | リトアニア |     |

## 獲得メダル総数
| 順 | 国・地域     | 金 | 銀 | 銅 | 計 |
| -- | ------------ | -- | -- | -- | -- |
| 1  | チェコ       | 2  | 0  | 1  | 3  |
| 2  | ロシア       | 1  | 2  | 1  | 4  |
| 3  | フランス     | 1  | 1  | 1  | 3  |
| 4  | ウクライナ   | 1  | 1  | 0  | 2  |
| 5  | スペイン     | 1  | 0  | 0  | 1  |
| 6  | イタリア     | 0  | 1  | 1  | 2  |
| 7  | オーストリア | 0  | 1  | 0  | 1  |
| 8  | ドイツ       | 0  | 0  | 1  | 1  |
| 8  | リトアニア   | 0  | 0  | 1  | 1  |

## 主な出場選手
- アレックス・リッディ-生粋のイタリア人では初のメジャーリーガー。2008年イタリア代表。[2]
- ドナルド・ルーツ-アメリカ近代野球初のドイツ人メジャーリーガー。2008年ドイツ代表[3]